# Homem do carro amarelo
O homem do carro amarelo foi a maneira pela qual João Antônio Lara Nunes ficou conhecido na cidade brasileira de São Paulo. Nunes se tornou notório na capital paulista por se vestir aos finais de semana com ternos coloridos e usar óculos chamativos, sempre acompanhado de seu carro amarelo, um Farus ano 1989. Seu carro, no entanto, era modificado para se parecer com uma Ferrari Testarossa. Nunes é considerado parte do "folclore paulistano".

## Biografia
João Antônio Lara Nunes é professor de educação física e no primeiro semestre de 2024 contava então com 77 anos de idade. Seu hábito de posar ao lado de seu carro amarelo começou quando costumava buscar a esposa no trabalho e ficava parado ao lado do veículo na esquina das avenidas Paulista e Consolação.